# Ritva Hyöky
Hanni Ritva Soilikki Hyöky (* 6. Mai 1919 in Kajaani, Finnland; † 13. Juli 1999 in Vaasa, Finnland) war eine finnische Rechtsanwältin, Richterin und Politikerin. Sie war die erste Frau in Finnland, die von 1975 bis 1989 Präsidentin des Berufungsgerichts von Vaasa war.

## Leben und Werk
Hyöky war die Tochter von Johanna Maria Lundstedt und des Bürgermeisters von Kajaani, Fredrik Hyöky. Sie schloss 1944 ihr Magisterstudium in Rechtswissenschaften an der Universität Helsinki ab und wurde 1947 stellvertretende Richterin. 1949 wechselte Hyöky zum Berufungsgericht von Vaasa, wo sie von 1949 bis 1950 als Hilfsbeamtin, von 1950 bis 1958 als Visaka, von 1958 bis 1959 als Sekretärin und von 1959 bis 1975 als Beraterin des Berufungsgerichts tätig war. Im November 1975 wurde sie Präsidentin des Berufungsgerichts von Vaasa.
Sie engagierte sich auch aktiv in der Kommunalpolitik. Sie war von 1960 bis 1972 und von 1975 bis 1976 Mitglied des Stadtrats von Vaasa und von 1966 bis 1972 Mitglied des Sozialamts der Stadt Vaasa. Sie war von 1964 bis 1981 Vorsitzende des  Vaasa-Distrikts der Koalitionsfrauen.
Bis zu ihrem Tod war sie Präsidentin des Frontvereins der Frauenfront und war von 1971 bis 1993 Vorsitzende des finnischen Frauenklubs in Vaasa.

## Auszeichnungen (Auswahl)
- Finnisches Kommandantenabzeichen mit weißer Rose Klasse I - SVR KI (Suomen Valkoisen Ruusun I luokan komentajamerkki - SVR K I)
- Finnisches Löwenkommandantenabzeichen - SL K (Suomen Leijonan komentajamerkki - SL K)
- Freiheitsmedaille (Punaisen Ristin tunnuksin 1 lk. Vapaudenmitali)